# コンウェイ (DD-507)
コンウェイ（USS Conway DD-507）はアメリカ海軍のフレッチャー級駆逐艦。南北戦争で功績を挙げたウィリアム・コンウェイ（1802-1865）にちなんで名付けられた。その名を持つ艦としては2隻目。

## 艦歴
1941年11月5日にメイン州のバス鉄工所で起工され、1942年8月16日に海軍長官補佐官フランク・E・ビーティの妻の後援により進水した。この進水式では5隻のイギリスのオーシャン型貨物船やリバティ船イーサン・アレン、姉妹艦のコニーが進水し、メイン州史上最大規模のものとなった。コンウェイは1942年10月9日に就役した。

### 1943年
1942年12月5日にノーフォーク海軍基地を出航してヌメア、エファテ島に向かった。翌1943年1月27日、ガダルカナル島から陸軍部隊を撤退させる日本軍の艦船を迎え撃つため出航した。1月29日から30日にかけてコンウェイはレンネル島沖海戦で激しい空襲を受けた。コンウェイは数機の敵機を撃破し、重巡洋艦シカゴの生存者を救助した。2月にはエスピリトゥサント島とガダルカナルの海域を哨戒し、3月4日から6日にかけてはビラ・の砲撃とクラ湾の掃討作戦に参加した。

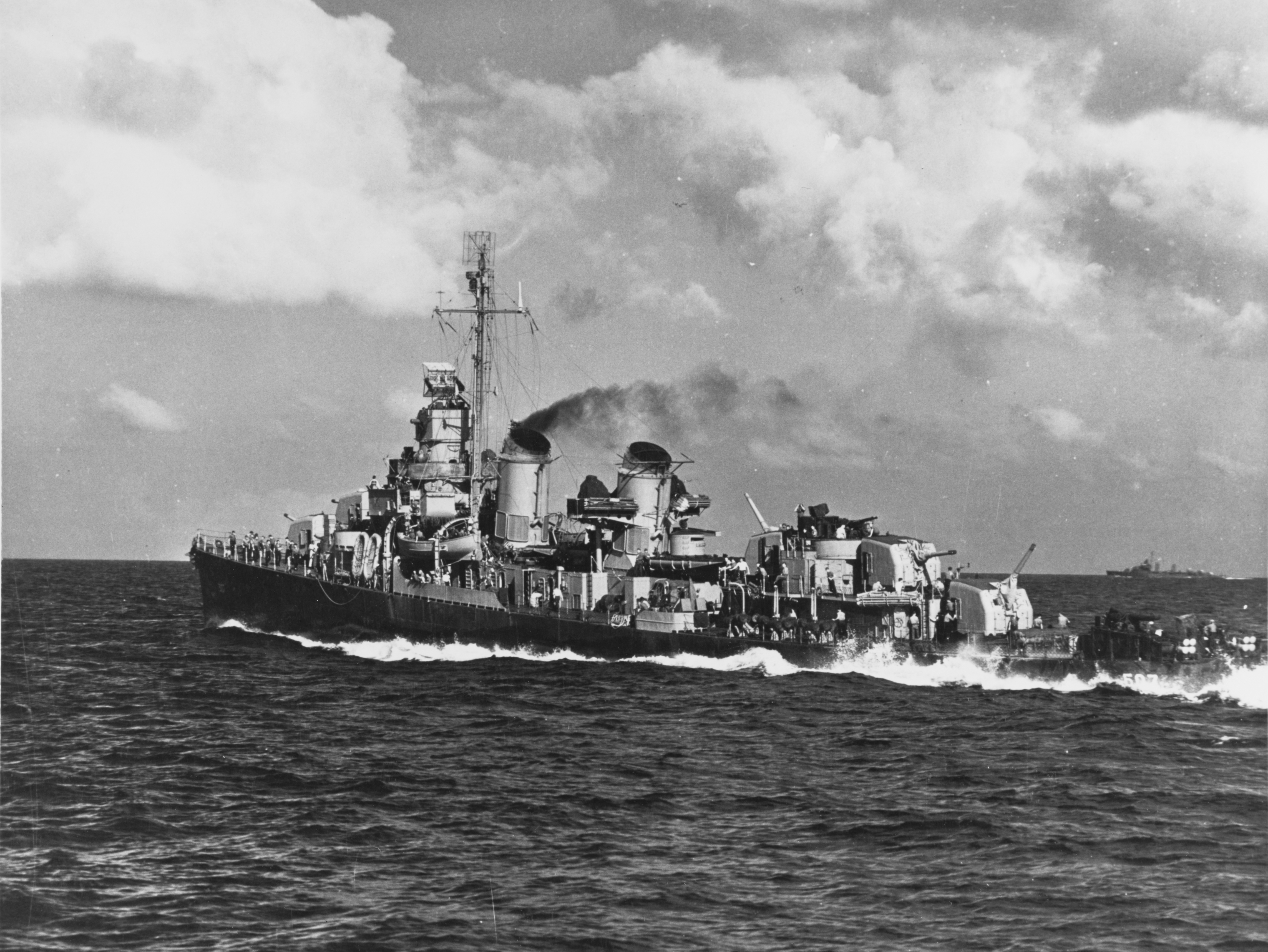
1943年8月のコンウェイ

1943年3月10日からコンウェイはエファテ島で哨戒任務と訓練を行った。6月15日、レンドバ島上陸作戦を支援するためエファテ島を出港し、補給船を護衛した後、ニュージョージア島でも同様の任務に就き、コロンバンガラ島およびムンダへの砲撃を行った。その後パーヴィス湾を出港し、7月26日から8月12日にかけて補給部隊を護衛し、ニュージョージア海峡で日本の輸送船を夜襲した。さらに8月13日にはパーヴィス湾を再び出港しベララベラ島での作戦に参加、揚陸艦と補給船を海岸まで護衛した後、島の北西を哨戒した。8月30日にガダルカナルに戻り、第1海兵奇襲部隊を乗せた輸送船を護衛し、9月12日までガダルカナル沖で敵の艀を夜襲した[1]。
フィジーおよびオーストラリアのシドニーでオーバーホールを行った後、コンウェイは1943年10月に太平洋南西の作戦に復帰した。10月27日にはトレジャリー諸島への上陸作戦に参加し、その後チョイスル島上陸作戦にも参加した。10月29日にはブーゲンビル島の戦いにおいて支援行動を行い、1944年2月10日まで支援や輸送船団の護衛、陸上目標への砲撃などの作戦を続けた。2月11日から17日にかけてはニッサン島上陸作戦に参加し、その後ブーゲンビルに戻った。

### 1944年
1944年2月28日から3月17日にかけては日中にニューブリテン島とニューアイルランド島の標的を砲撃し、夜間にこれらの島々の沖合で敵船の捜索を行った。その後5月4日までソロモン諸島で護衛任務、哨戒、巡洋艦との演習などの活動を続けた。
5月8日にマジュロで第5艦隊に合流。5月14日にマジュロを出港し、真珠湾とクェゼリン環礁に向かい、サイパン島における作戦のための兵員を載せて激しい砲火の中を航行した。6月15日に兵員を上陸させた後、沖からの近接砲火支援と哨戒任務に就いた。エニウェトク環礁で兵員を補充した後、コンウェイはグアムとテニアン島への砲撃に参加し、上陸を援護した。8月12日までマリアナ諸島で作戦を継続した後、サンフランシスコに向かいオーバーホールを行った。
コンウェイは1944年11月21日に第7艦隊に合流するためにウルシー環礁に入った。レイテ湾での哨戒、カモテス海での対艦掃討作戦への参加およびオルモック湾での砲撃に参加した。コッソル水道で補給を行った後、コンウェイはミンドロ島上陸作戦を行い、ミンドロ島西方のスールー海を哨戒した後12月23日にマヌス島に入港した。

### 1945年
コンウェイは12月31日、リンガエン、コレヒドール島およびパランへの上陸作戦のために再び出港し、1945年6月までフィリピンの海域で活動を続けた。戦後はレイテ湾東方の哨戒を行った後、黄海の掃海作戦を支援し、沖縄と青島市を訪問した。その後コンウェイは1946年6月25日にチャールストンに入り予備役となった。

### 戦後
コンウェイは護衛駆逐艦（DDE-507）に改装された後、1950年11月8日にボストンで再就役した。1953年9月16日には北大西洋条約機構（NATO）の最初の演習に参加するため出航し、北大西洋を航行、第6艦隊とともに地中海に派遣され、1954年2月8日にノーフォークに帰港した。1955年と1957年には再び地中海に入り、地中海東部とダーダネルス海峡を哨戒した。
コンウェイは1969年11月15日に海軍船籍から抹消され、1970年6月26日に標的艦として沈没した。 

## 受章
コンウェイは第二次世界大戦の戦功で13個、朝鮮戦争の戦功で2個の従軍星章を受章した。